# Joseph Albert Alberdingk Thijm

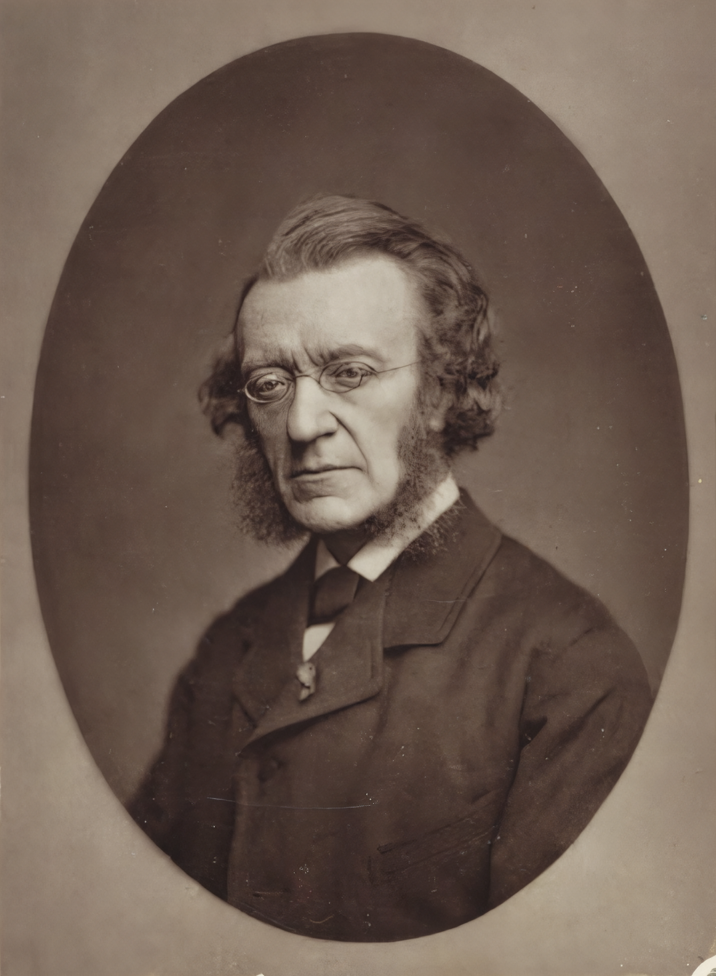
Joseph Alberdingk Thijm

Joseph Albert Alberdingk Thijm, född 8 juli 1820, död 17 mars 1889, var en holländsk författare, far till Karel Joan Lodewijk Alberdingk Thijm.

## Biografi
Alberdingk Thijm var professor i konsthistoria i Amsterdam. Som ledare för katolikerna inom konst och litteratur samt anhängare av den romanska skolan och stor beundrare av medeltiden verkade Alberdingk Thijm i talrika skrifter för befordrandet av dessa intressen. Han utgav även diktsamlingar och prosaberättelser samt en nederländsk litteraturhistoria (1854).